# Småpärlfoting
Småpärlfoting (Boreoiulus tenuis) är en mångfotingart som först beskrevs av H. Bigler 1913.  Småpärlfoting ingår i släktet Boreoiulus och familjen pärlbandsfotingar. Arten är reproducerande i Sverige. Inga underarter finns listade i Catalogue of Life.